# NGC 1300
NGC 1300是位於波江座，距離6,100萬光年遠的一個棒旋星系。這個星系的直徑大約是110,000光年，略大於銀河系。它是擁有200多個星系的波江座星系團成員之一。它是約翰·弗里德里希·威廉·赫歇爾在1835年發現的。

## 影像
右邊的圖像是哈伯太空望遠鏡在2004年9月間拍攝的。它是使用四個濾鏡的影像合成的：藍色（中間波長435奈米）、可見光（555奈米）、紅外線（814奈米）、Hα（658奈米）。
圖像的解析度可以看見許多的細節，其中有一些是從未見過的：看到螺旋臂貫穿整個星系、盤、核球和核心。藍色和紅色的超巨星、星團、恆星誕生區，都被清楚的從螺旋臂內解析出來，還有塵埃追查出盤面和棒的精細結構。甚至穿透過NGC 1300稠密的區域都能看見許多更遙遠的背景星系。
在NGC 1300較大的螺旋臂的核心，顯示出核心有自己獨特和異乎尋常的長達3,300光年”傑出設計”的螺旋結構。只有巨大的棒旋星系會有這種傑出設計的內盤 －－螺旋內的螺旋。模型顯示棒內的氣體以漏斗形向內，然後旋臂通過傑出設計的盤面進入中心，成為可能潛伏在那兒的黑洞的燃料。NGC 1300沒有活躍的星系核，然而這可能顯示不是沒有黑洞，就是沒有吸積的物質。

## 外部連結
- HST:  Barred Spiral Galaxy NGC 1300（页面存档备份，存于）
- Hubble Heritage
- APOD: Barred Spiral Galaxy NGC 1300 (1/12/05)（页面存档备份，存于）
- Best of AOP: NGC 1300 - Barred Spiral in Eridanus（页面存档备份，存于）

| 天文學目錄  | 天文學目錄                                           | 天文學目錄 |
| ----------- | ---------------------------------------------------- | ---------- |
| NGC天體表： | NGC 1298 - NGC 1299 - NGC 1300 - NGC 1301 - NGC 1302 |            |